# Australian Lightwing SP-6000
Die Australian Lightwing SP-6000 ist ein in Entwicklung befindliches Reiseflugzeug des australischen Herstellers Australian Lightwing.

## Geschichte und Konstruktion
Das Flugzeug wird den australischen Vorschriften für Selbstbauflugzeuge entsprechend entwickelt und ist ein sechssitziger freitragender Tiefdecker oder abgestrebter Hochdecker mit starrem Bugradfahrwerk. Der Rumpf besteht aus GFK und soll von einem hochgerüsteten Corvette-LS3-Automotor mit 180 bis 200 PS, einem Lycoming IO-360 oder einem Turboproptriebwerk angetrieben werden. Der ursprüngliche Entwurf sah noch eine nicht druckbelüftete Kabine vor, nun jedoch soll eine Druckkabine eingebaut werden. Die Hochdeckervariante soll eine Reisegeschwindigkeit von 269 km/h erreichen, die Tiefdeckerversion sogar 463 km/h). Das Flugzeug soll auch als Bausatz für Amateurbauer verkauft werden.

## Technische Daten
| Kenngröße             | Daten                                                           |
| --------------------- | --------------------------------------------------------------- |
| Besatzung             | 1                                                               |
| Passagiere            | 5                                                               |
| Länge                 | ? m                                                             |
| Spannweite            | 8 m                                                             |
| Höhe                  | ? m                                                             |
| Flügelfläche          | 11,6 m²                                                         |
| Flügelstreckung       | 5,5                                                             |
| Leermasse             | 800 kg                                                          |
| Zuladung              | 500 kg                                                          |
| Reisegeschwindigkeit  | 463 km/h                                                        |
| Höchstgeschwindigkeit | ? km/h                                                          |
| Dienstgipfelhöhe      | ? m                                                             |
| Reichweite            | 1852 km                                                         |
| Triebwerke            | 1 × Vierzylinder-Boxermotor Lycoming IO-360 mit 150 kW (200 hp) |